# 菲拉赫
菲拉赫（德語：Villach，發音：[ˈfɪlax] ⓘ）是奧地利南部克恩顿州的一個法定城市，总面积134.99平方千米，2023年1月1日总人口为65,127人。菲拉赫是克恩頓州內的第二大城市，并且是奧地利的一個重要的交通樞紐。